# 布尔多 (萨瓦省)
布尔多（法語：Bourdeau，法語發音：[buʁdo]）是法国萨瓦省的一个市镇，属于尚贝里区。

## 地名
该地的法兰克-普罗旺斯语地名为。

## 地理
布尔多（45°41'1"N, 5°51'21"E）面积4.83 平方千米，位于法国奥弗涅-罗讷-阿尔卑斯大区萨瓦省，该省份为法国东部省份，历史上为薩伏依的一部分，北起上萨瓦省，西接伊泽尔省和安省，南部和东部与上阿尔卑斯省和意大利接壤。
与布尔多接壤的市镇（或旧市镇、城区）包括：滨湖勒布尔歇、拉沙佩勒迪蒙迪沙、圣让德舍沃吕、圣保罗叙耶讷、特雷塞尔沃、艾克斯莱班。

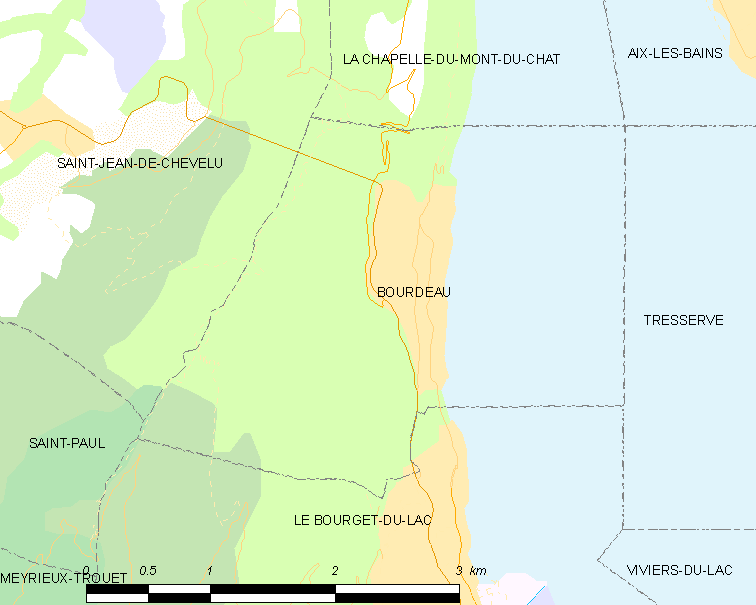
的OSM定位图

布尔多的时区为UTC+01:00、UTC+02:00（夏令时）。

## 行政
布尔多的邮政编码为73370，INSEE市镇编码为73050。

## 政治
布尔多所属的省级选区为拉莫特塞沃莱克斯县。

## 人口

1962-2008年间人口变化图示

布尔多于2022年1月1日时的人口数量为579人。